# Erythrophleum africanum
Erythrophleum africanum es una especie de leguminosa que pertenece al género Erythrophleum. Se encuentra en las sabana de África tropical. Produce una goma similar a la goma arábica.

## Descripción
Es un árbol que alcanza un tamaño de 4-15 (-? 18) m de altura; tronco recto, con 40 a 70 cm de diámetro, libre hasta los 10 m de altura; copa extendida; Parecido el follaje a la de Burkea africana.

## Hábitat
Se encuentra en la sabana; y en varios tipos de bosques; con suelos arenosos; gravas finas; o bosque abierto sobre la arena; Formaciones con Brachystegia ("Panda"); cerca de lugares húmedos en la sabana; en el Kalahari en la arena, a menudo con Parinari curatellifolia, Brachystegia spiciformis; a una altitud de 250-1600 metros. Es confundido con Albizia coriaria.

## Ecología
Las larvas de Charaxes phaeus y de Charaxes fulgurata, se alimentan de E. africanum.

## Propiedades
Esta planta es tóxica para los herbívoros. Componentes fitoquímicos detectados en los extractos acuosos de hojas son las saponinas, glucósidos cardíacos, taninos, glucósidos flavonoides, flavonoides y alcaloides libres.] En África, el tallo de la planta se utiliza como un palillo de dientes para la higiene bucal debido a la riqueza de la planta en flavonoides y antocianinas. La planta también produce dihidromiricetina.

## Taxonomía
Erythrophleum africanum fue descrita por (Welw. ex Benth.) Harms y publicado en Repertorium Specierum Novarum Regni Vegetabilis 12: 298. 1913.
Sinonimia
- Caesalpiniodes africanum (Welw. ex Benth.) Kuntze
- Gleditsia africana Welw. ex Benth. basónimo[8]